# Jam session
Jam session je izraz, ki označuje druženje glasbenikov, ki se sestanejo z namenom, da bodo sproti sestavljali improvizirane glasbene zasedbe ter igrali improvizirano glasbo. Zadeva se odvija predvsem v jazz in blues, pa tudi rock žanru, po navadi pred manjšim številom poslušalstva. 